# Isla de Pajaritos
Isla de Pajaritos är en ort i Mexiko.   Den ligger i kommunen Tlalixcoyan och delstaten Veracruz, i den sydöstra delen av landet, 300 km öster om huvudstaden Mexico City. Isla de Pajaritos ligger 15 meter över havet och antalet invånare är 403.
Terrängen runt Isla de Pajaritos är mycket platt, och sluttar österut. Runt Isla de Pajaritos är det ganska tätbefolkat, med 65 invånare per kvadratkilometer. Omgivningarna runt Isla de Pajaritos är en mosaik av jordbruksmark och naturlig växtlighet.